# 鄂本笃
鄂本笃（Bento de Góis，有时也拼做Bento de Goes、Bento de Goës或Benedict Goës等，1562年—1607年4月11日）为葡萄牙耶稣会士、传教士、探险家。他主要事迹为从印度穿越阿富汗和帕米尔山区，直到中国。

## 生平
鄂本笃于1562年生于葡萄牙亚述尔群岛中的圣米格尔岛上的小镇坎普自由镇。后作为军人前往印度，并于1584年在果阿加入耶稣会。
在拉合尔的莫卧儿宫廷工作过一段时间之后，耶稣会命其寻找从印度通往马可波罗所说的“Cathay”的道路。1602年，鄂本笃一行化妆成商人从阿格拉出发，抵达拉合尔，在此地加入了规模约500人的商队同行。商队经喀布尔，翻越帕米尔高原，最终于1603年11月抵达叶尔羌。在叶尔羌停留一年左右之后，鄂本笃一行于另外一支商队同行，从天山南路东进，经阿克苏到达“Cialis”（即喀喇沙尔，Karashahr，今焉耆），在此地见到了曾在北京见过利玛窦的回教徒。后又经吐鲁番、哈密，于1605年末到达肃州。1607年4月11日，因劳累，鄂本笃病逝于肃州。
根据与其同行的亚美尼亚人伊萨克的口述，利玛窦在其著作里对其生平有所介绍。另外鄂本笃本人亦有部分书信留存于世。

## 脚注
1. ↑  Wessels (1924) p.7
2. ↑  Wessels (1924) p.24
3. ↑  冯承钧, 陆峻岭.西域地名（增订本）.1982: p.43
4. ↑  Madigan (2016) p.74
5. ↑  Wessels (1924) p.2